# Internazionali d'Italia 1964 - Singolare femminile
Il singolare femminile del torneo di tennis Internazionali d'Italia 1964, ha avuto come vincitrice Margaret Smith che ha battuto in finale Lesley Turner con il punteggio di 6–1 6–1.

## Teste di serie
1. Margaret Smith (campionessa)
2. Maria Bueno (quarti di finale)
3. Lesley Turner (finale)
4. Jan Lehane (quarti di finale)

1. Assente
2. Nancy Richey (quarti di finale)
3. Assente
4. Assente

## Tabellone

### Legenda
| - Q = Qualificato - WC = Wild card - LL = Lucky loser | - ALT = Alternate - SE = Special Exempt - PR = Protected Ranking | - w/o = Walkover - r = Ritirato - d = Squalificato |

### Fase finale
|  | Quarti di finale | Quarti di finale | Quarti di finale | Quarti di finale | Quarti di finale |  |  | Semifinali     | Semifinali     | Semifinali     | Semifinali    | Semifinali    |   |   | Finale         | Finale         | Finale         | Finale | Finale |  |
|  |                  |                  |                  |                  |                  |  |  |                |                |                |               |               |   |   |                |                |                |        |        |  |
|  | 1                | Margaret Smith   | Margaret Smith   | 7                | 6                |  |  |                |                |                |               |               |   |   |                |                |                |        |        |  |
|  |                  | Helga Schultze   | Helga Schultze   | 5                | 3                |  |  | Margaret Smith | Margaret Smith | Margaret Smith | 6             | 6             |   |   |                |                |                |        |        |  |
|  |                  | Věra Suková      | Věra Suková      | 6                | 6                |  |  | Věra Suková    | Věra Suková    | Věra Suková    | 1             | 1             |   |   |                |                |                |        |        |  |
|  | 4                | Jan Lehane       | Jan Lehane       | 4                | 4                |  |  |                |                |                |               |               |   |   | Margaret Smith | Margaret Smith | Margaret Smith | 6      | 6      |  |
|  | 3                | Lesley Turner    | Lesley Turner    | 8                | 8                |  |  |                |                | Lesley Turner  | Lesley Turner | Lesley Turner | 1 | 1 |                |                |                |        |        |  |
|  | 6                | Nancy Richey     | Nancy Richey     | 6                | 6                |  |  | Lesley Turner  | Lesley Turner  | 6              | 2             | 6             |   |   |                |                |                |        |        |  |
|  |                  | Robyn Ebbern     | 6                | 3                | 6                |  |  | Robyn Ebbern   | Robyn Ebbern   | 3              | 6             | 4             |   |   |                |                |                |        |        |  |
|  | 2                | Maria Bueno      | 2                | 6                | 2                |  |  |                |                |                |               |               |   |   |                |                |                |        |        |  |